# 5647 Sarojininaidu
5647 Sarojininaidu eller 1990 TZ är en asteroid i huvudbältet som upptäcktes 14 oktober 1990 av den amerikanske astronomen Eleanor F. Helin vid Palomar-observatoriet. Den är uppkallad efter den indiska poeten Sarojini Naidu.
Asteroiden har en diameter på ungefär 8 kilometer.